# James Mark Baldwin
Pour les articles homonymes, voir James Baldwin et Baldwin.
James Mark Baldwin (1861 - 1934) est un philosophe et psychologue américain, fondateur du premier journal de psychologie scientifique The Psychological Review (1895) et éditeur du journal scientifique très influent Psychological Bulletin. Baldwin, à l'instar de William James, est principalement connu pour ses travaux théoriques. Ses idées sur « la genèse de la pensée logique » et sur une « théorie génétique de la réalité » ont influencé deux grandes figures de la psychologie du développement, Jean Piaget et Lev Vygotski.
Professeur à l'université de Toronto, l'université de Princeton puis l'université Johns-Hopkins, il quitte son pays à la suite d'une affaire de mœurs en 1909. Alors qu'il était une figure importante de la psychologie de son temps, il tombe rapidement dans l'oubli notamment en Amérique du Nord avant d'être redécouvert notamment via son influence sur Piaget.

## Biographie
Il a été l'élève de Wilhelm Wundt en psychologie. Ses contributions furent importantes dans la mise en place et la reconnaissance de la psychologie scientifique comme discipline académique.
Il fut un des fondateurs de la psychologie scientifique aux États-Unis et sur le plan international. Il fut le fondateur de la première revue de psychologie scientifique, The Psychological Review, en 1895. Il fut l'un des premiers présidents de l'Association américaine de psychologie. Il fut l'éditeur de la très influente revue Psychological Bulletin et celui du Dictionary of Philosophy and Psychology (1901–1905), auquel il contribua largement.
Forcé à la démission de son poste de professeur à l'université Johns-Hopkins en 1909 à la suite d'une histoire de mœurs, il partagea ensuite son temps entre le Mexique, l'Angleterre et la France, contribuant de moins en moins à la psychologie théorique.

## Activités de recherche
Elle se développe sous la forme d'une psychologie génétique de l'intelligence basée sur une approche biologique. Pour lui, les connaissances dépendent d'un processus de sociogenèse, qui est d'abord le fait d'une construction sociale. Les travaux de Baldwin influencent la psychologie du développement, le béhaviorisme américain et la psychologie sociale.[réf. nécessaire]

## Son influence chez Piaget
Balwin fit de nombreux voyages à l'université de Genève où il se lia d'amitié avec le psychologue de l'enfant Édouard Claparède, dont Jean Piaget fut l'élève. Les trois tomes de son ouvrage Genetic Logic (1915), furent traduits en français. Dans cet ouvrage très détaillé, Baldwin y développe l'idée de liens étroits entre le problème biologique de l'évolution et de l'adaptation des espèces et le problème psychologique du développement de l'intelligence. Il y développe l'idée des mécanismes d'assimilation et d'accommodation comme fondamentaux dans le développement de l'intelligence de l'enfant.
Le point commun, dans leurs théories respectives, est qu'ils ont tous les deux été influencés par la philosophie évolutionniste de Spencer. Piaget a repris les concepts baldwiniens comme l'accommodation et l'assimilation, et la réaction circulaire, pour étayer sa conception de l'intelligence.